# La balena
La balena (títol original en anglès, The Whale) és una pel·lícula de drama psicològic nord-americà del 2022 dirigida per Darren Aronofsky i escrita per Samuel D. Hunter, basada en la seva obra de teatre del 2012 amb el mateix nom. És protagonitzada per Brendan Fraser, Sadie Sink, Hong Chau, Ty Simpkins i Samantha Morton. La trama segueix un professor d'anglès reclus per la seva obesitat que intenta restaurar la seva relació amb la seva filla adolescent.
La balena es va estrenar a la 79a Mostra Internacional de Cinema de Venècia el 4 de setembre de 2022. Va tenir una estrena limitada als Estats Units el 9 de desembre, abans d'una estrena àmplia el 21 de desembre per A24. Va recaptar de 54 milions de dòlars amb un pressupost de 3 milions de dòlars. El film va polaritzar els crítics, tot i que les actuacions del repartiment, especialment les de Fraser i Chau, van rebre elogis. Fraser va guanyar l'Oscar al millor actor i els Premis de la Crítica Cinematogràfica. La pel·lícula també va guanyar l'Oscar al millor maquillatge i Chau va ser nominada a l'Oscar a la millor actriu secundària. Ha estat doblada i subtitulada al català.

## Repartiment
- Brendan Fraser com a Charlie, un professor d'anglès obès i solitari
- Sadie Sink com a Ellie, la filla separada d'en Charlie
  - Jacey Sink com a l'Ellie de nena
- Ty Simpkins com a Thomas, un missioner cristià
- Hong Chau com a Liz, una infermera que és l'única amiga d'en Charlie
- Samantha Morton com a Mary, l'exdona de Charlie i la mare de l'Ellie
- Sathya Sridharan com a Dan, un repartidor de pizza